# 中區 (新南威爾斯州)

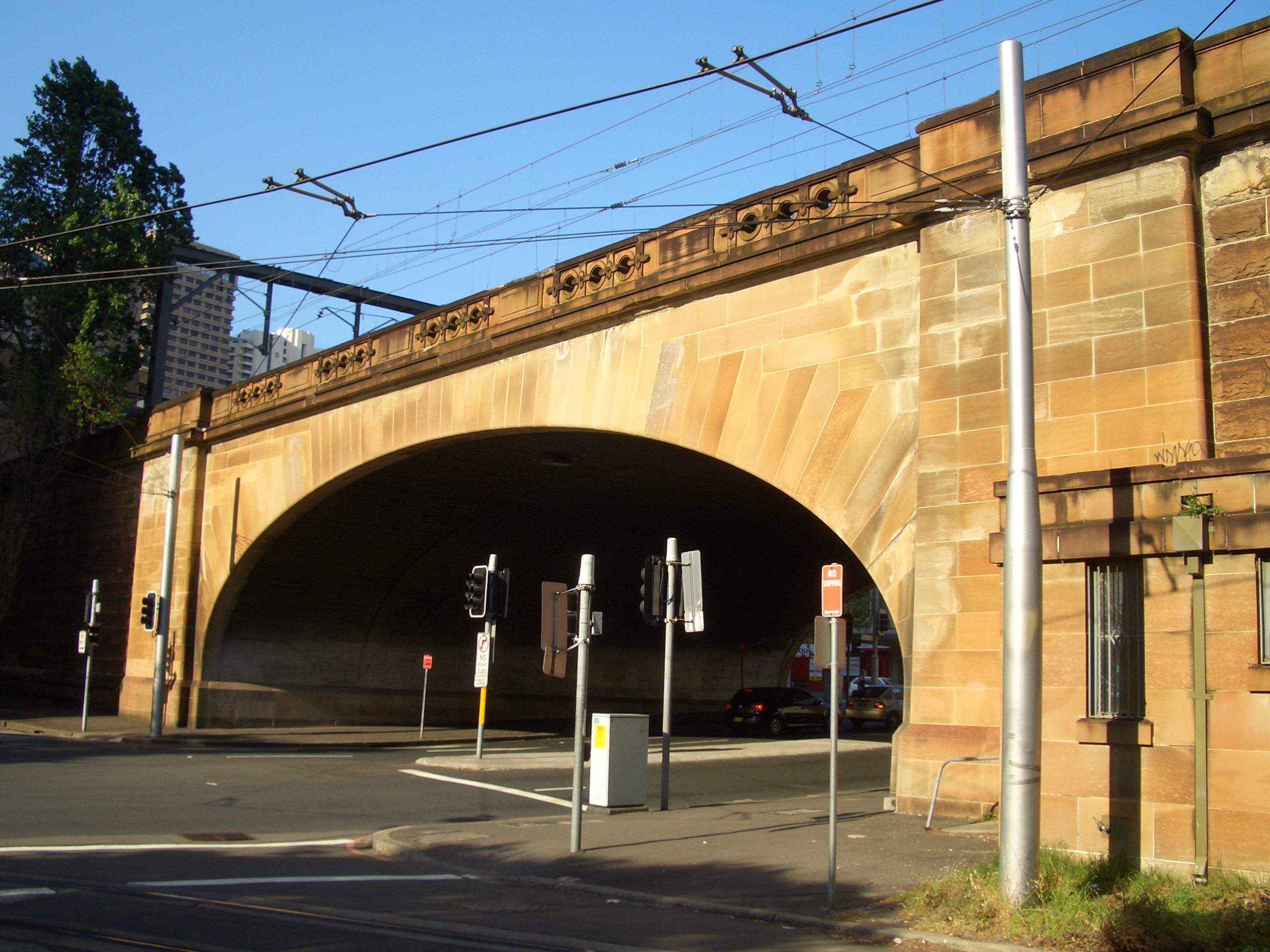
卑摩公園旁禧街上的砂岩鐵路橋

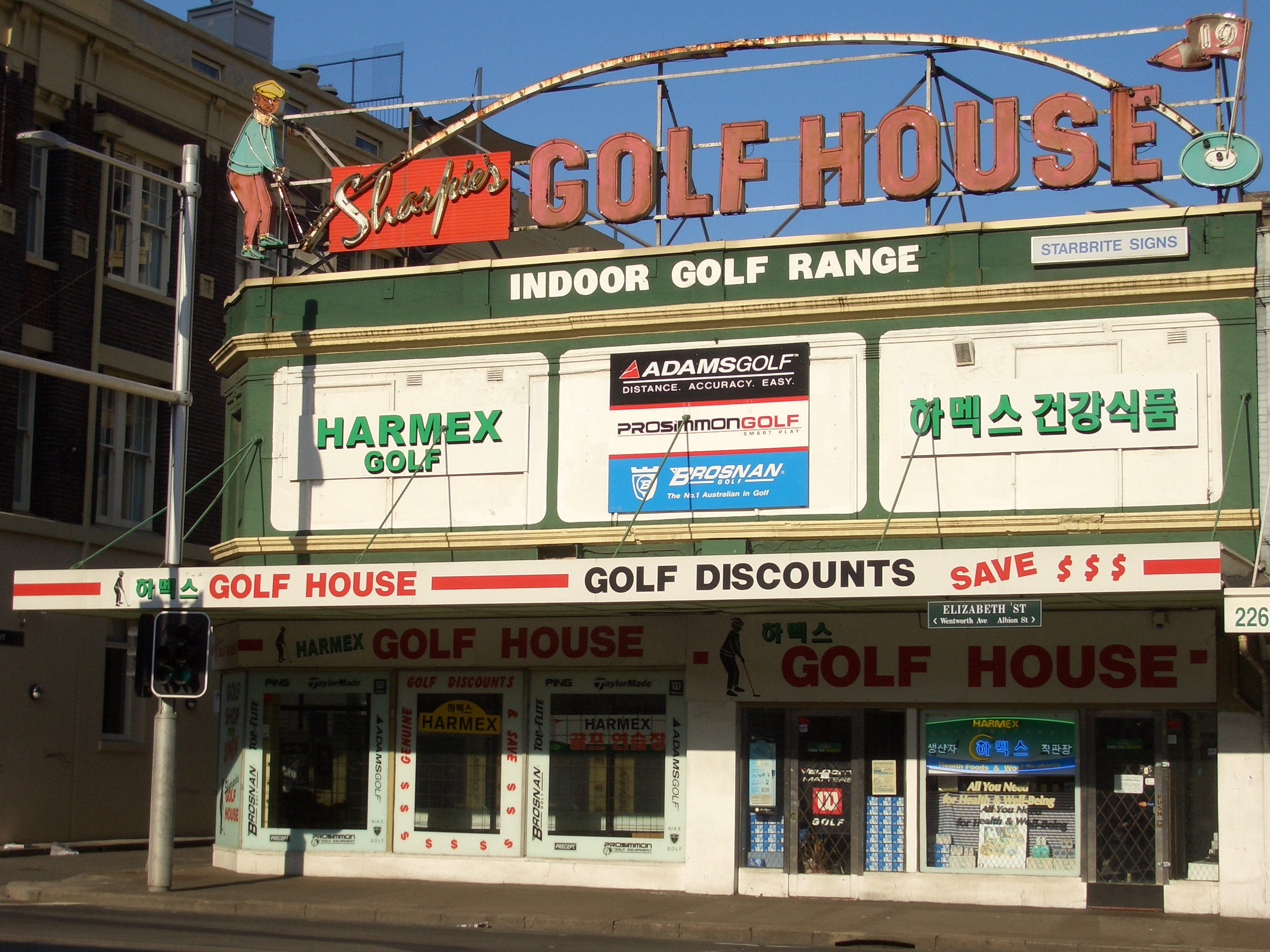
Sharpie's Golf House

中區（英語：Central）是澳洲新南威爾斯州雪梨大火車亭附近的一個郊區，位於雪梨商業中心區，雪梨市地方政府行政區內。該區位於沙厘山及禧市市區內，靠近華埠，郵區編號為2000。
紐省運輸系統巴士轉車處位於大火車亭外的咽地路。卑摩公園位於大火車亭對面。